# Александер Паул Лудвиг Константин фон Вюртемберг
Александер Паул Лудвиг Константин фон Вюртемберг (на немски: Alexander Paul Ludwig Constantine von Württemberg; * 9 септември 1804, Санкт Петербург, Руска империя; † 4 юли 1885, Туфер, Щирия, днес в Словения) от династията Вюртемберги, е принц на Вюртемберг и основател на линията на херцозите на Тек. Дядо е на Мери Тек, съпругата на крал Джордж V.

## Живот
Той е най-малкото дете на принц Лудвиг фон Вюртемберг (1756–1817) и втората му съпруга принцеса Хенриета фон Насау-Вайлбург (1780–1857), дъщеря на княз Карл Кристиан фон Насау-Вайлбург и съпругата му Каролина Оранска-Насау-Диц. Сестра му Паулина Тереза Луиза (1800 – 1873) е омъжена на 15 април 1820 г. за първия им братовчед крал Вилхелм I фон Вюртемберг (1781 – 1864).
Александер влиза много млад във вюртембергската войска. През 1830 г. отива на австрийска служба, където през 1833 г. става полковник.
На 2 май 1835 г. във Виена Александев се жени (морганатичен брак) за контеса Клаудина Редеи фон Киш-Реде фон Кис-Реде (* 21 септември 1812, Унгария, † 1 октомври 1841, Петау, Словения), дъщеря на граф Ладислас Рéдей фон Кис-Рéде (* 9 септември 1775, † 22 ноември 1835) и баронеса Агнес фон Инцзеди де Наги-Варад (* ок. 1788, † ок. 1856). След женитбата тя е направена на 16 май 1835 г. на графиня фон Хоенщайн. След шест години Клаудина Редеи умира на 29 години по време на кавалерийско упражнение на съпруга ѝ от смачкване от коне в Птуй, Словения.
През 1848 г. Александер командва една кавалерийска дивизия. През 1850 г. императорът го прави командващ на 11. хусарски полк, който той води до смъртта си. През 1859 г. участва в италианския походи през 1860 г. се пенсионира като генерал от кавалерията.
Както всички вюртембергски принцове, Александер получава на 14 години големия кръст на ордена на Вюртембергската корона.

## Деца
Александер и Клаудина Редеи имат три деца:
- Клаодина Хенриета Мария Агнес (* 11 февруари 1836, † 18 ноември 1894 в Грац), контеса фон Хоенщайн, на 16 септември 1871 г. става принцеса фон Тек, неомъжена
- Франц Паул Карл Лудвиг Александер (* 27 август 1837, † 21 януари 1900), граф фон Хоенщайн, направен на принц фон Тек на 1 декември 1863 г. и на херцог на Тек на 16 септември 1871 г., женен на 12 юни 1866 г. в Лондон за принцеса Мария Аделаида Кембриджка фон Хановер (* 27 ноември 1833, † 27 октомври 1897), баща на Мери Тек, съпругата на великобританския крал Джордж V
- Амелия Жозефина Хенриета Агнес Сузана (* 12 ноември 1838, † 20 юли 1893), контеса фон Хоенщайн на 16 септември 1871 г., омъжена на 24 октомври 1863 г. във Виена за граф Паул фон Хюгел (* 13 април 1835, † 13 април 1897)